# Eparchia di Al'met'evsk

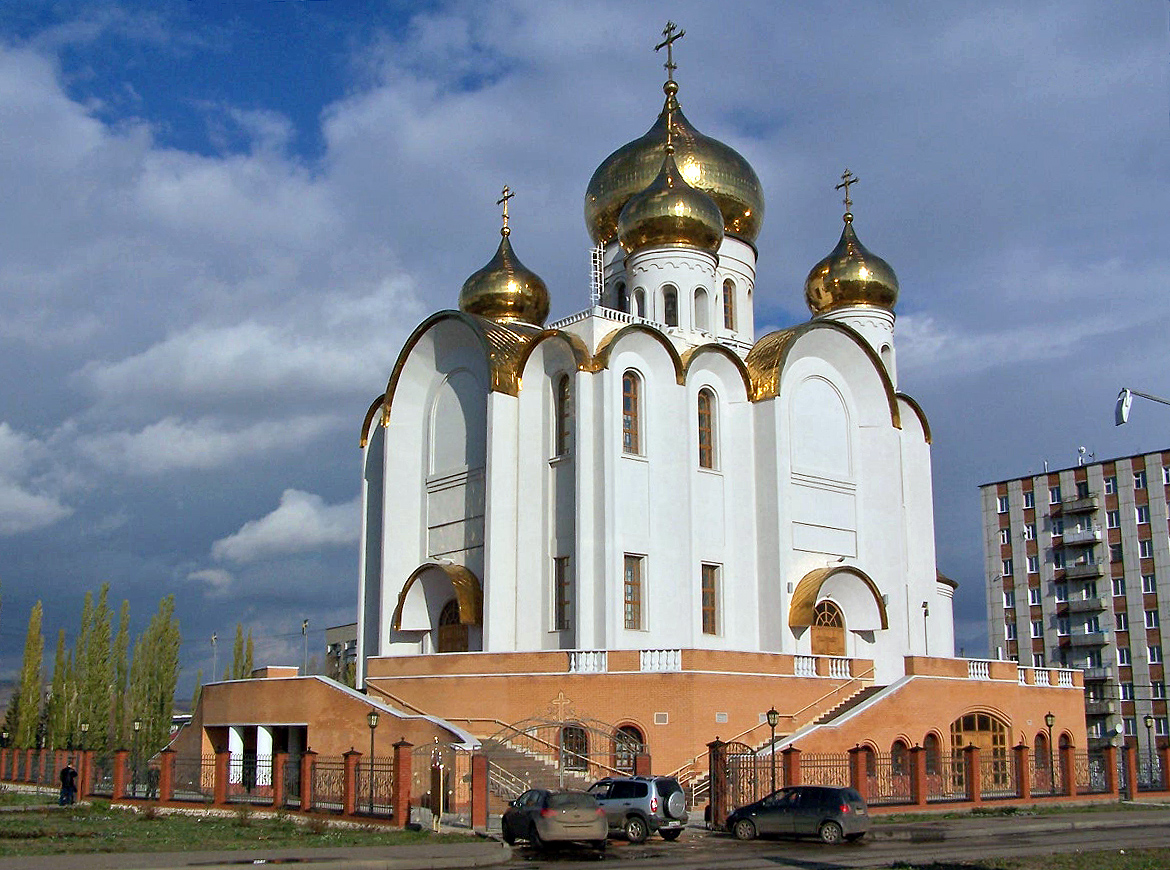
La cattedrale della Madonna di Kazan' di Al'met'evsk.

L'eparchia di Al'met'evsk (in russo Альметьевская епархия?) è una diocesi della Chiesa ortodossa russa, appartenente alla metropolia del Tatarstan.

## Territorio
L'eparchia comprende i rajon Al'met'evskij, Aznakaevskij, Aktanyšskij, Bavlinskij, Bugul'minskij, Zainskij, Leninogorskij, Musljumovskij, Sarmanovskij e Jutazinskij nella repubblica del Tatarstan.
Sede eparchiale è la città di Al'met'evsk, dove si trova la cattedrale della Madonna di Kazan'.
L'eparca ha il titolo ufficiale di «eparca di Al'met'evsk e Bugul'ma».

## Storia
L'eparchia è stata eretta dal Santo Sinodo della Chiesa ortodossa russa il 6 giugno 2012 e contestualmente è entrata a far parte della metropolia del Tatarstan.